# Jane Croll
Jane Croll (* 5. März 1981 in Bad Langensalza)  ist eine deutsche Politikerin (CDU).

## Leben
Nach dem Abitur am Salza-Gymnasium absolvierte Croll ein Diplom zur Wellness-& Spamanagerin. Sie betreibt seit 1999 eine Wellnesseinrichtung in Bad Langensalza.
Croll ist Mutter von zwei Söhnen. Sie ist Vorsitzende des Gemeindekirchenrates von Wiegleben und engagiert sich außerdem ehrenamtlich in zahlreichen Vereinen.

## Politik
Croll ist seit 2003 Mitglied der CDU und ab 2004 Vorstandsmitglied des CDU-Stadtverbandes Bad Langensalza. Seit 2007 ist sie Mitglied der Fraktion der CDU im Stadtrat Bad Langensalza. Von 2014 bis 2024 war sie Ortsteilbürgermeisterin von Wiegleben, einen Ortsteil von Bad Langensalza. Seit 2015 ist sie stellvertretende Vorsitzende der CDU im Unstrut-Hainich-Kreis. Seit 2018 ist sie Vorsitzende des CDU-Stadtverbandes von Bad Langensalza. Seit 2019 ist sie Mitglied der Fraktion CDU/ABL im Kreistag Unstrut-Hainich-Kreis.
Bei der Landtagswahl 2024 unterlag Croll im Wahlkreis Unstrut-Hainich-Kreis II Stefan Möller (AfD), zog jedoch über die Landesliste in den Thüringer Landtag ein. Dort ist sie Mitglied im Petitionsausschuss. 